# Jan Brueghel le Jeune
Pour les autres membres de la famille, voir Famille Brueghel.
Pour les articles homonymes, voir Brueghel et Jan Brueghel.
Jan Brueghel le Jeune est un peintre baroque flamand né en 1601 et mort en 1678.

## Biographie
Il est le fils de Jan Brueghel l'Ancien, petit-fils de Pieter Brueghel l'Ancien et neveu de Pieter Brueghel le Jeune.
Brueghel est né et est mort au XVIIe siècle à Anvers. Il a été formé par son père et a passé sa carrière à produire des œuvres dans un style similaire. Vers 1615, à l'âge de quatorze ans, il s'associe avec son ami Antoine van Dyck, lui-même âgé seulement de seize ans, et ils créent leur propre atelier. Avec son frère Ambrosius, il a produit des paysages, des scènes allégoriques et d'autres œuvres aux détails minutieux. Brueghel a également copié des œuvres de son père et les a vendues avec la signature de son père.
Jan le Jeune voyageait en Italie lorsque son père est mort du choléra et est rapidement revenu pour prendre le contrôle du studio anversois. Après la mort de son père, il a changé sa signature de «Brueghel» en «Breughel». L'année suivante, en 1626, il épousa Anna-Maria Janssens, fille de Abraham Janssens. Il s'établit rapidement et devint doyen de la Guilde de Saint Luc en 1630. La même année, il est chargé par la cour de France de peindre «Adam Cycle». Dans les années suivantes, il a également produit des peintures pour la cour d'Autriche et a travaillé indépendamment à Paris, avant de retourner à Anvers en 1657. Il a collaboré avec un certain nombre d'artistes de premier plan, dont Rubens, Joos de Momper, Hendrick van Balen (1575–1632), Adriaen van Stalbemt (1580–1682), Lucas van Uden (1596–1672), son beau-frère David Teniers le Jeune (1610-1690) et son beau-père Abraham Janssens.

## Galerie

Sélection d'œuvres
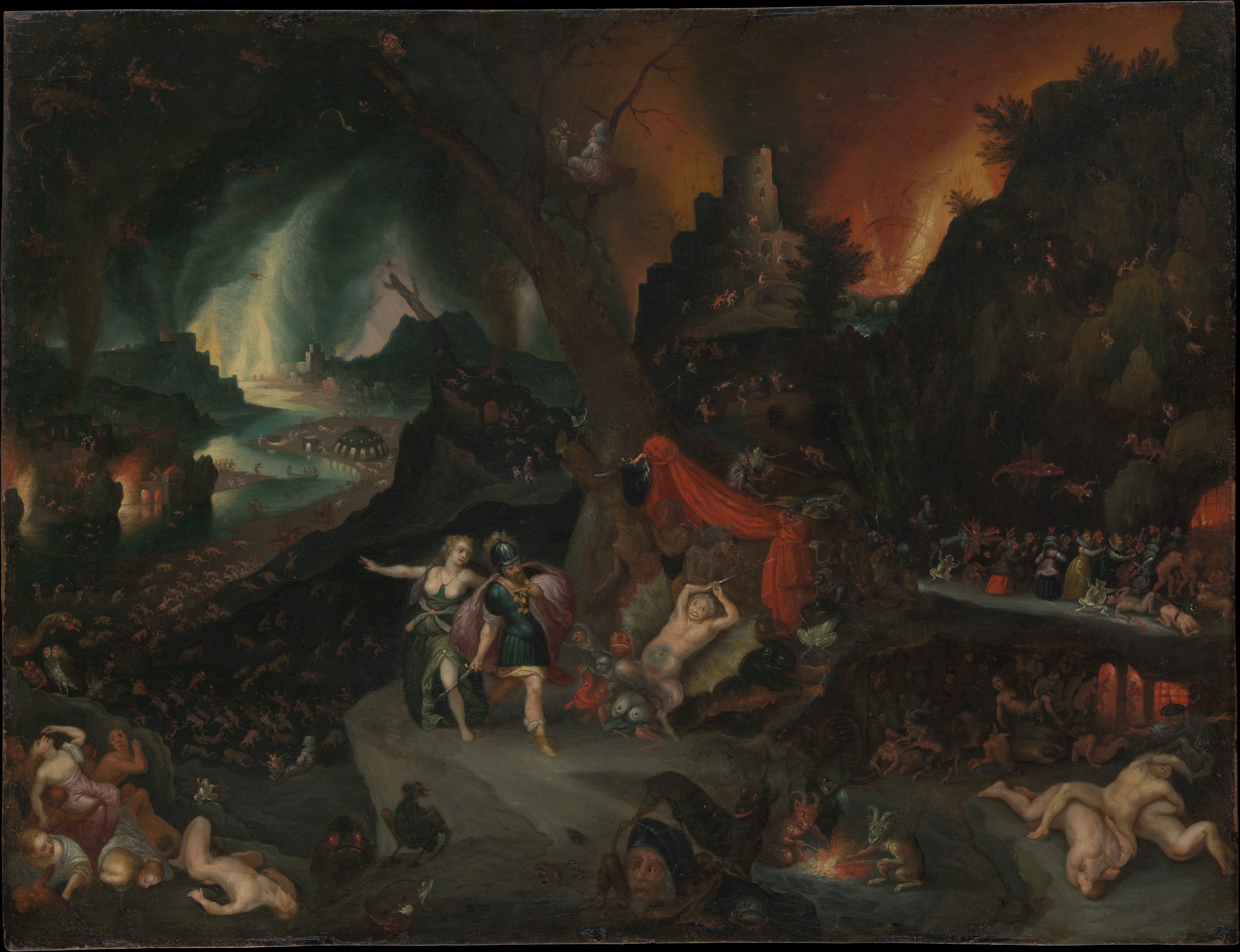
Énée et la Sibylle aux enfers, c. 1630, Metropolitan Museum of Art, New York
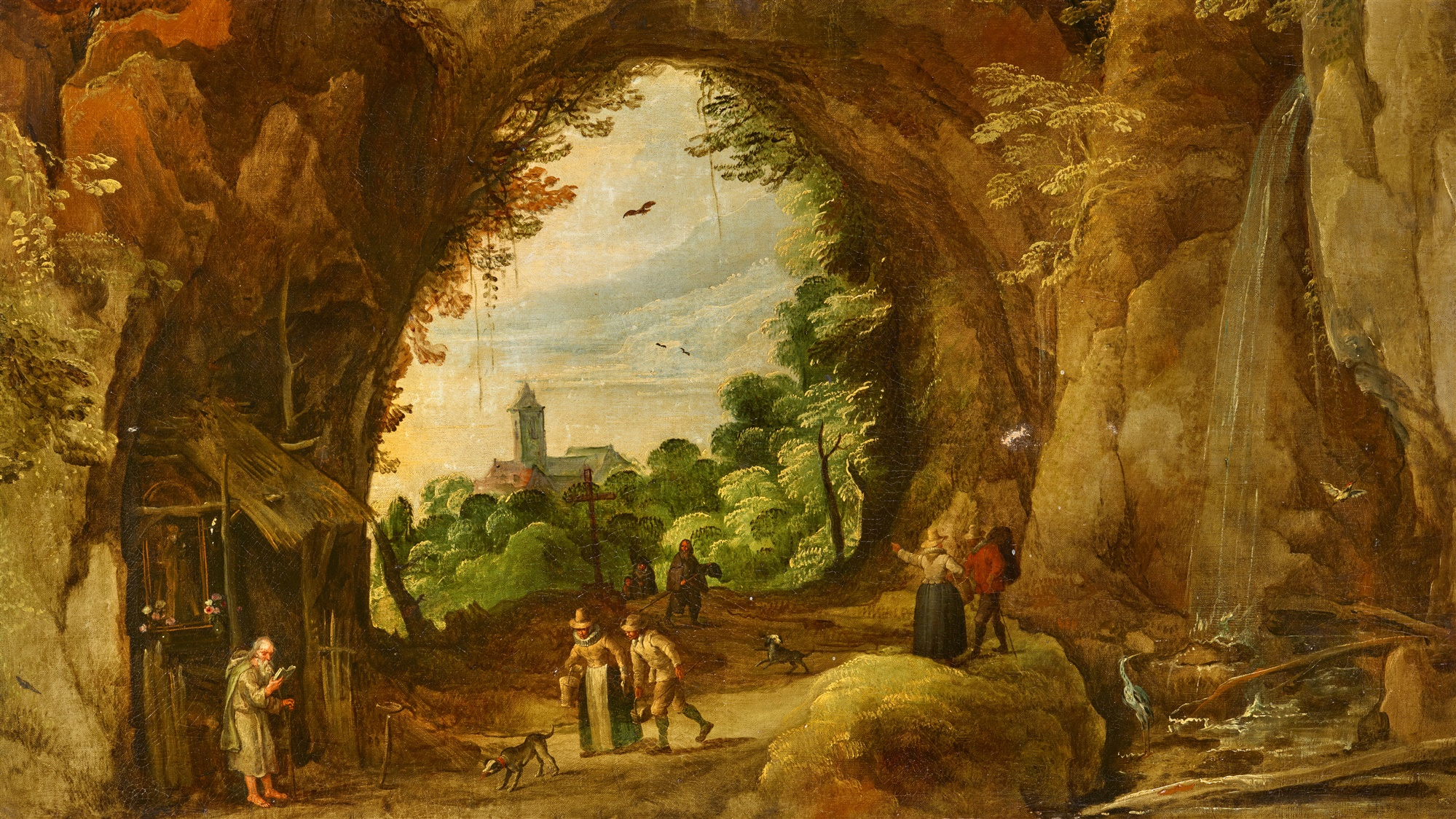
Paysage de grotte avec un ermitage, c. 1630, avec Joos de Momper, collection privée
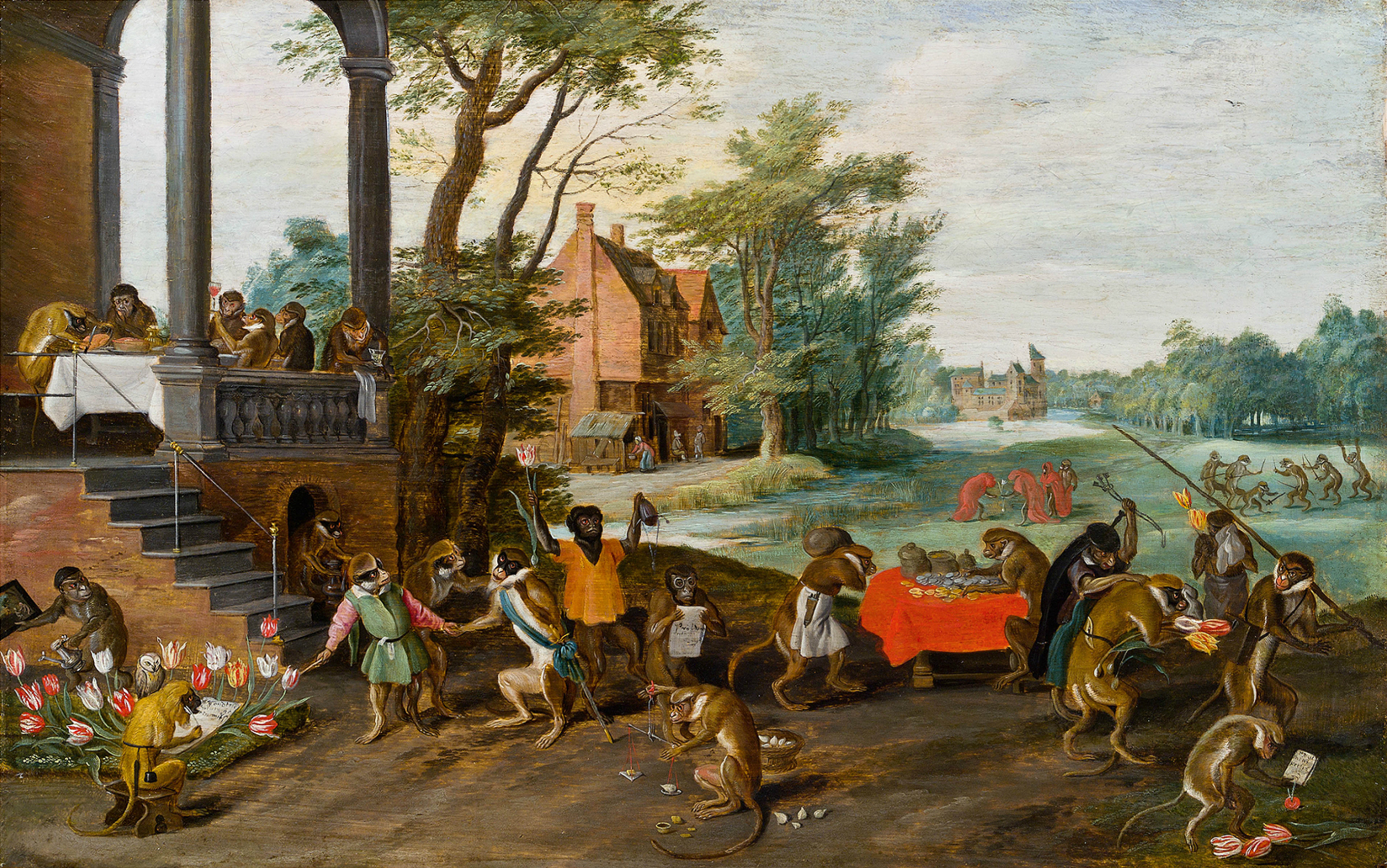
Allegory of the Tulipomania, c. 1640, collection privée
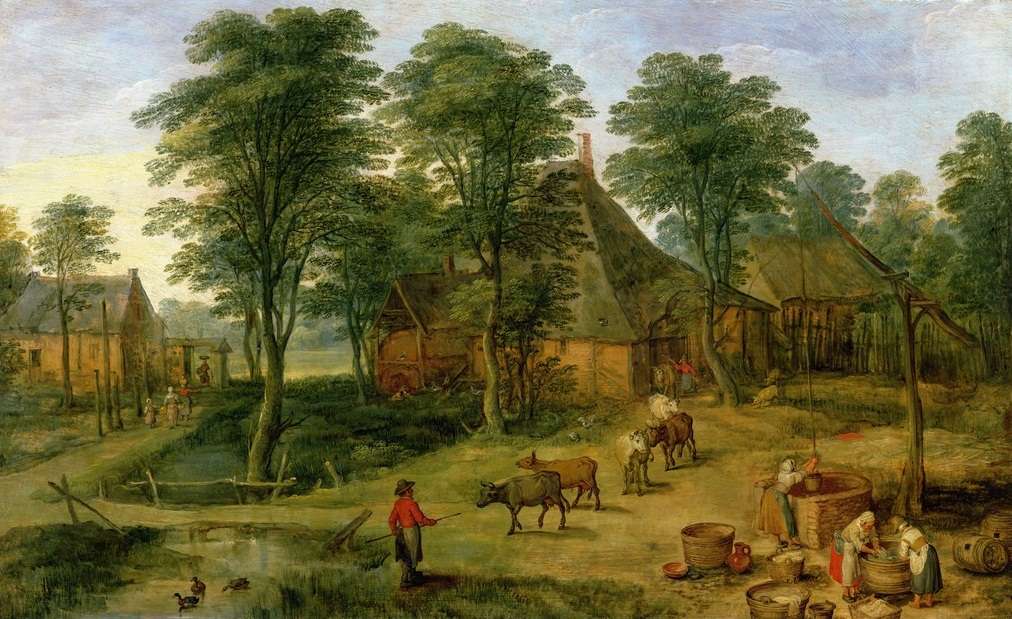
Cour de ferme, Louvre, Paris
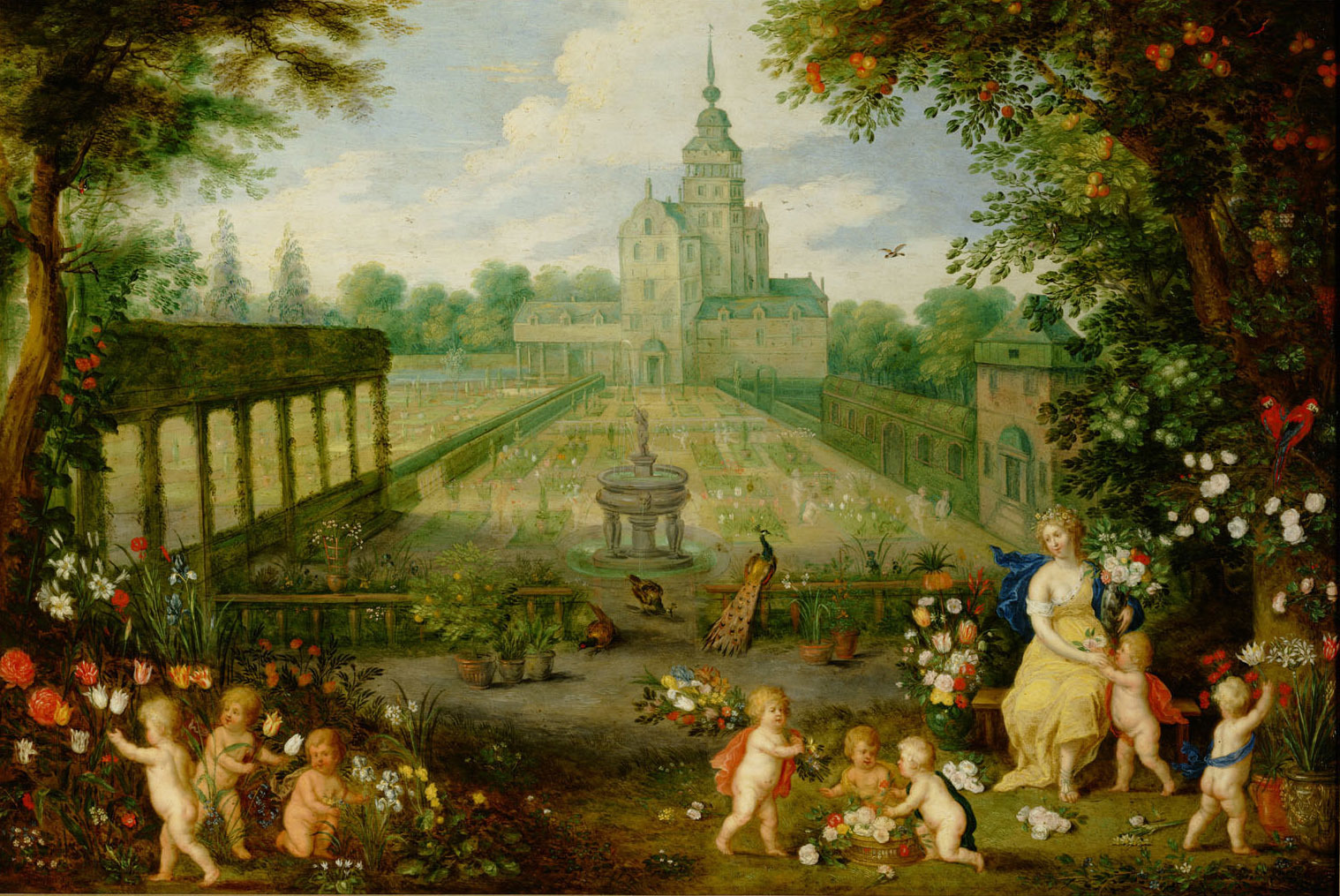
Flore dans le jardin, c. 1630, Musée d'Histoire de l'art de Vienne, Vienne
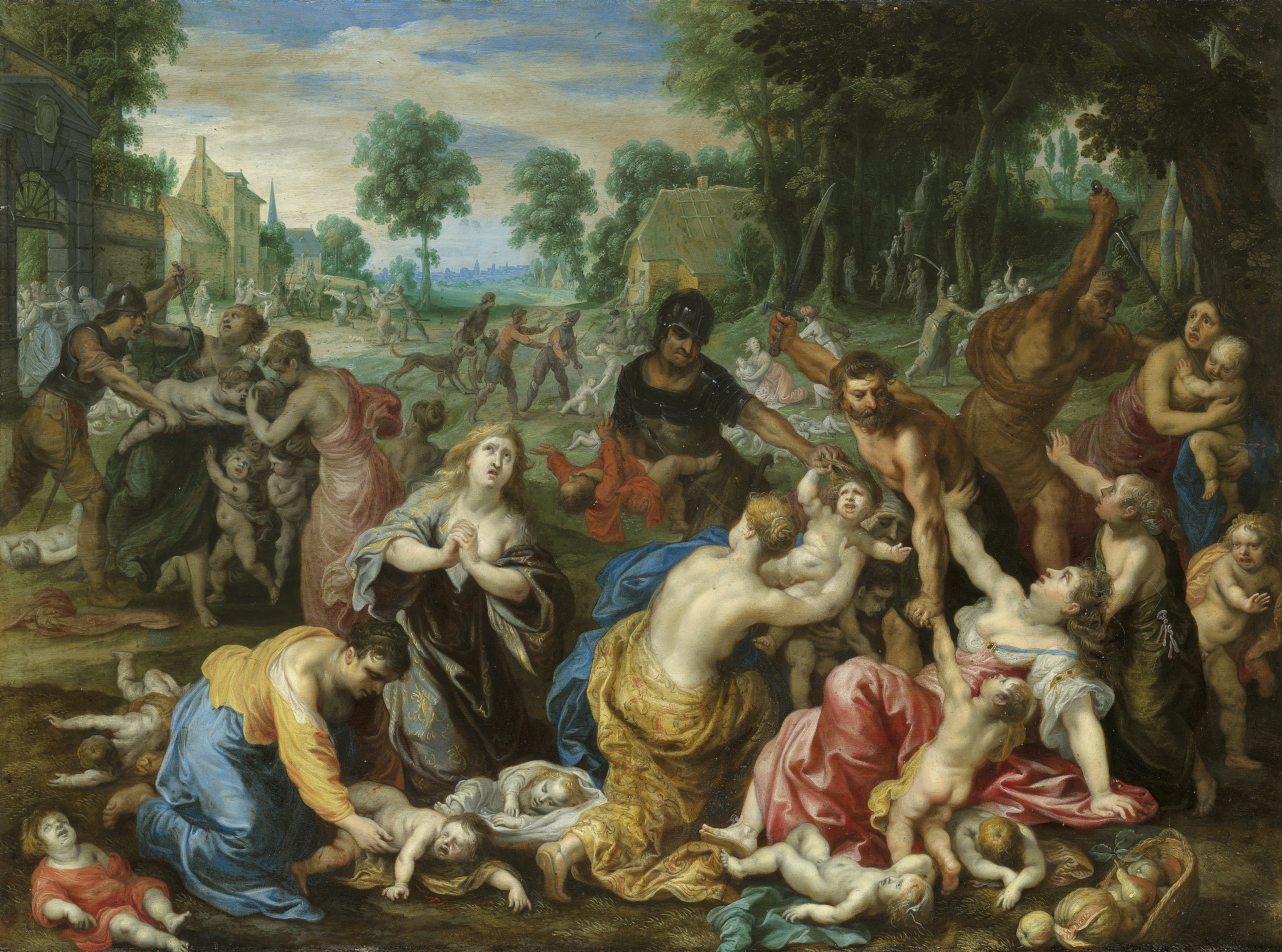
Massacre des enfants innocents, avec Hendrick van Balen